# エヴァートン・スタジアム
エヴァートン・スタジアム（Everton Stadium、スポンサー名義でヒル・ディッキンソン・スタジアム）は、イングランド・リヴァプールにある2025-26シーズンに開場予定のサッカー専用スタジアム。開場後はグディソン・パークに代わり、エヴァートンFCがホームスタジアムとして使用する。

## 概要
旧スタジアムのグディソン・パークはリヴァプール市街地に位置していたのに対し、新スタジアムは市中心部から北に約1.6kmほど離れた港町ウォーターフロント地区の「ブラムリー・ムーア・ドック」に建設されている。なお、このドックは1848年竣工と歴史は古いものの、2000年代以降は老朽化によって立ち入り禁止とされていたため、そこに目を付けたエヴァートンFCが約88億円で用地買収を行なった。
スタジアムの設計はアメリカの著名な建築士であり、母国で多くのスポーツ施設を手掛けたダン・メイスが担当し、トッテナム・ホットスパー・スタジアムやゴール裏のスタンドはジグナル・イドゥナ・パルクの「黄色い壁」を参考にデザインされたスタジアムは収容人数52,888人で計画されている。